# Трек Хеньи

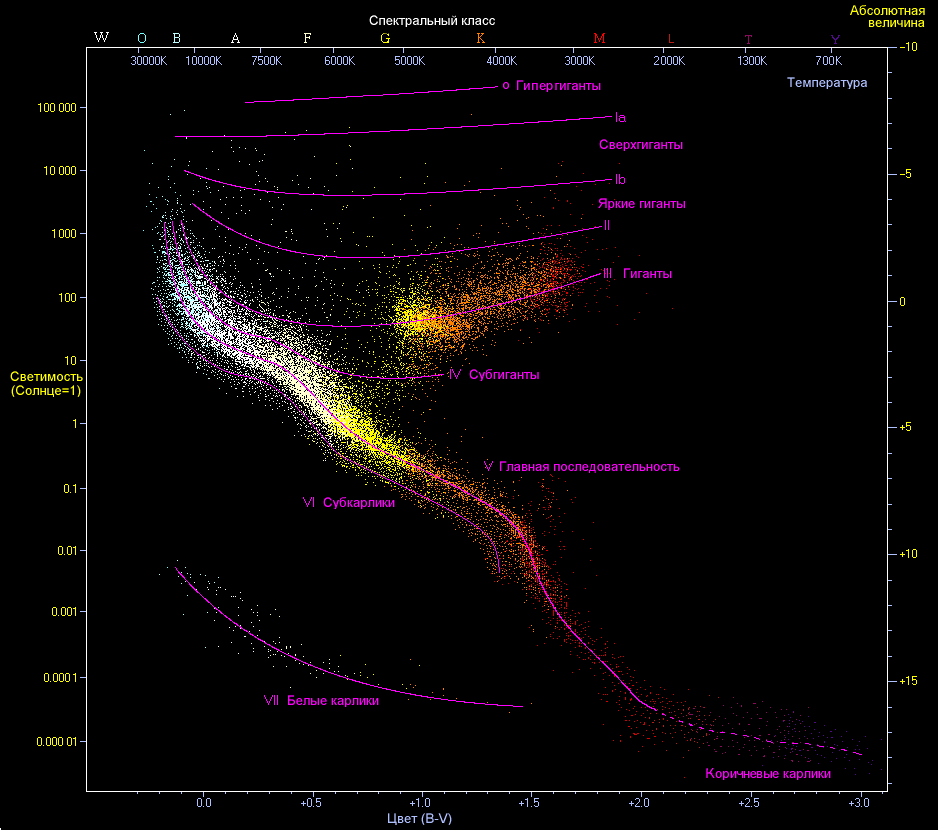
Диаграмма Герцшпрунга — Рассела.

Трек Хеньи — почти горизонтальный эволюционный трек, по которому проходят звёзды до главной последовательности с массами больше 0,4 массы Солнца на диаграмме Герцшпрунга — Рассела после прохождения по треку Хаяси. По мере приближения к главной последовательноти звёзды медленно сжимаются и нагреваются, но при этом их светимость остаётся почти постоянной, пока не начнётся «горение водорода».

## О термине
Трек Хеньи назван по фамилии американского астронома Льюиса Хеньи (1910—1970), который в 1950-х показал, что звёзды до главной последовательности могут оставаться в лучистом равновесии в процессе приближения к главной последовательности.